# Booth (Alabama)
Pour les articles homonymes, voir Booth.
Booth est une communauté non-incorporée du comté d'Autauga en Alabama.

## Origine du nom
Elle porte le nom de famille de  Charles Booth qui déménagea dans le comté dans les années 1830. Il envoya six de ses fils combattre pour la Confédération. Un de ses fils, Jesse H. Booth, devint juge administratif pour le comté d'Autauga de 1874 à 1880.

## Géographie
La communauté se trouve le long de l'U.S. Route 82 au nord-ouest de Prattville, le siège du comté.
Située à 32° 30′ 00″ N, 86° 34′ 15″ O, elle s'élève à 86 m.
Bien qu'elle ne soit pas incorporée, elle a un bureau de poste dont le code ZIP est 36008.
Booth fait partie de l'aire métropolitaine de Montgomery.

### Climat
| Mois                                  | jan.     | fév.     | mars    | avril   | mai     | juin    | jui.    | août    | sep.    | oct.    | nov.     | déc.     | année    |
| ------------------------------------- | -------- | -------- | ------- | ------- | ------- | ------- | ------- | ------- | ------- | ------- | -------- | -------- | -------- |
| Température minimale moyenne (°C)     | 2        | 4        | 7       | 11      | 16      | 19      | 22      | 21      | 18      | 11      | 7        | 3        | 11,8     |
| Température moyenne (°C)              | 8        | 11       | 14      | 18      | 22      | 26      | 28      | 27      | 24      | 18      | 13       | 9        | 18,2     |
| Température maximale moyenne (°C)     | 14       | 17       | 21      | 26      | 29      | 33      | 34      | 33      | 31      | 26      | 21       | 16       | 25,1     |
| Record de froid (°C) date du record   | −18 1985 | −14 1899 | −8 1993 | −2 1987 | 4 1971  | 9 1889  | 16 1950 | 13 1992 | 4 1967  | −3 1952 | −11 1950 | −15 1983 | −18 1985 |
| Record de chaleur (°C) date du record | 28 2005  | 29 1962  | 32 1929 | 34 2007 | 37 1916 | 41 1881 | 42 1881 | 41 2007 | 41 1925 | 38 1954 | 31 2004  | 29 1982  | 42 1881  |
| Précipitations (mm)                   | 128      | 138,4    | 162,3   | 111,3   | 105,2   | 104,9   | 134,9   | 92,2    | 107,2   | 65,5    | 115,1    | 126,2    | 1 391,2  |

## Sources
- (en) Cet article est partiellement ou en totalité issu de l’article de Wikipédia en anglais intitulé « Booth, Alabama » (voir la liste des auteurs).
- Zip Code Data